# Альфредия
Альфре́дия (лат. Alfredia) — род многолетних растений семейства сложноцветных (подтриба Чертополоховые). Описан в 1816 году.
Высокие колючие растения с простыми или маловетвистыми стеблями. Растёт в хвойных и лиственных лесах, долинах горных рек, на субальпийских лугах и скалах. Широко распространена альфредия колючечешуйная (лат. Alfredia acantholepis).
Представители рода распространены в Центральной Азии и западном Китае.
Виды
- Alfredia acantholepis Kar. & Kir. — Синьцзян-Уйгурский автономный район (КНР), Республика Алтай (РФ), Казахстан, Кыргызстан, Узбекистан
- Alfredia aspera C.Shih — Синьцзян-Уйгурский автономный район (КНР)
- Alfredia cernua (L.) Cass. typus — Альфредия поникающая — Синьцзян-Уйгурский автономный район (КНР), Республика Алтай (РФ), Казахстан
- Alfredia fetissowii Iljin — Синьцзян-Уйгурский автономный район (КНР), Кыргызстан
- Alfredia integrifolia (Iljin) Tulyag. — Центральная Азия
- Alfredia nivea Kar. & Kir. — Синьцзян-Уйгурский автономный район (КНР), Республика Алтай (РФ), Казахстан, Кыргызстан, Узбекистан
- Alfredia talassica Korovin ex Iljin — Туркменистан